# Pere Prats Sobrepere
Pere Prats Sobrepere (Reus, Baix Camp, 17 d'agost de 1943) és un il·lustrador, dissenyador gràfic i periodista català. És germà dels filòlegs i escriptors Joan Prats Sobrepere i Antonieta Prats Sobrepere.

## Trajectòria
Durant la seva joventut va participar activament en la vida cultural i associativa de la ciutat. Va ser membre fundador de la colla sardanista Rosa de Reus, i del grup de teatre «La Tartana» on va actuar en algunes obres. També va participar en l'espectacle Reus, París, Londres dirigit per Lluís Pasqual. Va ser cofundador del Cine Club del Centre de Lectura i creador del logotip i dels cartells de la primera temporada realitzats en linogravat.
Quan es va traslladar a Barcelona, va realitzar diferents estudis relacionats amb l'art, el disseny i la comunicació en un moment de canvi polític en què es vivia una veritable revolució a nivell ideològic i cultural. A l'escola Superior de Disseny Eina, va ser alumne de Ràfols Casamada, América Sànchez, Josep Guinovart, Grau-Garriga, Xavier Miserachs, entre d'altres.
Va treballar en diaris (El Correo Catalán, La Vanguardia, Avui) com a dibuixant, maquetista de suplements, cartògraf, compaginador i cap de la secció de disseny. Així mateix, va il·lustrar regularment articles d'opinió. Ho va alternar amb col·laboracions en entitats com l'Arxiu Municipal i Comarcal de Reus, el Centre de Lectura de Reus, Centres Cívics i amb revistes com Novagestió, Perspectiva Escolar, revista del RACC, Oriflama i Mestral... També ha fet tires còmiques i treballs de disseny gràfic (logotips, portades, cartells).
Va participar com a actor en la pel·lícula Ni un pam de net (Todo falso en castellà) i en 16 capítols del programa d'informació de cinema Va de cine.
Ha il·lustrat contes infantils bàsicament per a l'Editorial La Galera, però també per Casals, Onda, Publicacions de l'Abadia de Montserrat i Arola Editors. En total, ha tret a la llum 80 publicacions.
Molta de la seva obra està vinculada amb el moviment de Renovació Pedagògica i amb l'Àngels Ollé (fundadora de l'escola Mowgli, escriptora i professora de l'Escola Universitària de Mestres de Tarragona) amb qui l'any 1970 va començar una llarga i fructífera col·laboració essent responsables de la col·lecció A poc a poc que va representar una novetat pedagògica en l'aprenentatge de la iniciació a la lectura. Poquito a poco va ser la versió castellana escrita per Assumpció Lisson.
L'any 2021 el comunicador Òscar Dalmau li va proposar usar alguns dels seus dibuixos de les col·leccions A poc a poc i Poquito a poco per il·lustrar el seu nou llibre irònic Manual d'adoctrinament de l'escola catalana.
El 14 de novembre de 2022, en motiu del 40è aniversari de l'IBBYcat, se li fa un homenatge conjunt amb altres professionals de renom del sector i passa a formar part de la recent inaugurada Llista d'honor de la LIJ catalana com un dels 40 primers integrants.

## Estil artístic
Acostuma a il·lustrar amb figures senzilles, tintes planes i perfilat fi, però al llarg dels anys ha anat experimentant amb altres tècniques com en la col·lecció Quina gana on les il·lustracions estan fetes amb plats de menjar.
Ha fet moltes xerrades en escoles i centres cívics per acostar la il·lustració i les seves tècniques als infants. L'any 2010, la Biblioteca Central Xavier Amorós de Reus, va promoure una exposició pels seus 40 anys d'il·lustrador, el material de la qual ha estat utilitzat com a mostra itinerant en nombrosos centres educatius.
Apassionat del collage i els gravats antics, fa les seves composicions barrejant color, forma i espai aconseguint així imatges on es combinen el disseny gràfic i la il·lustració.

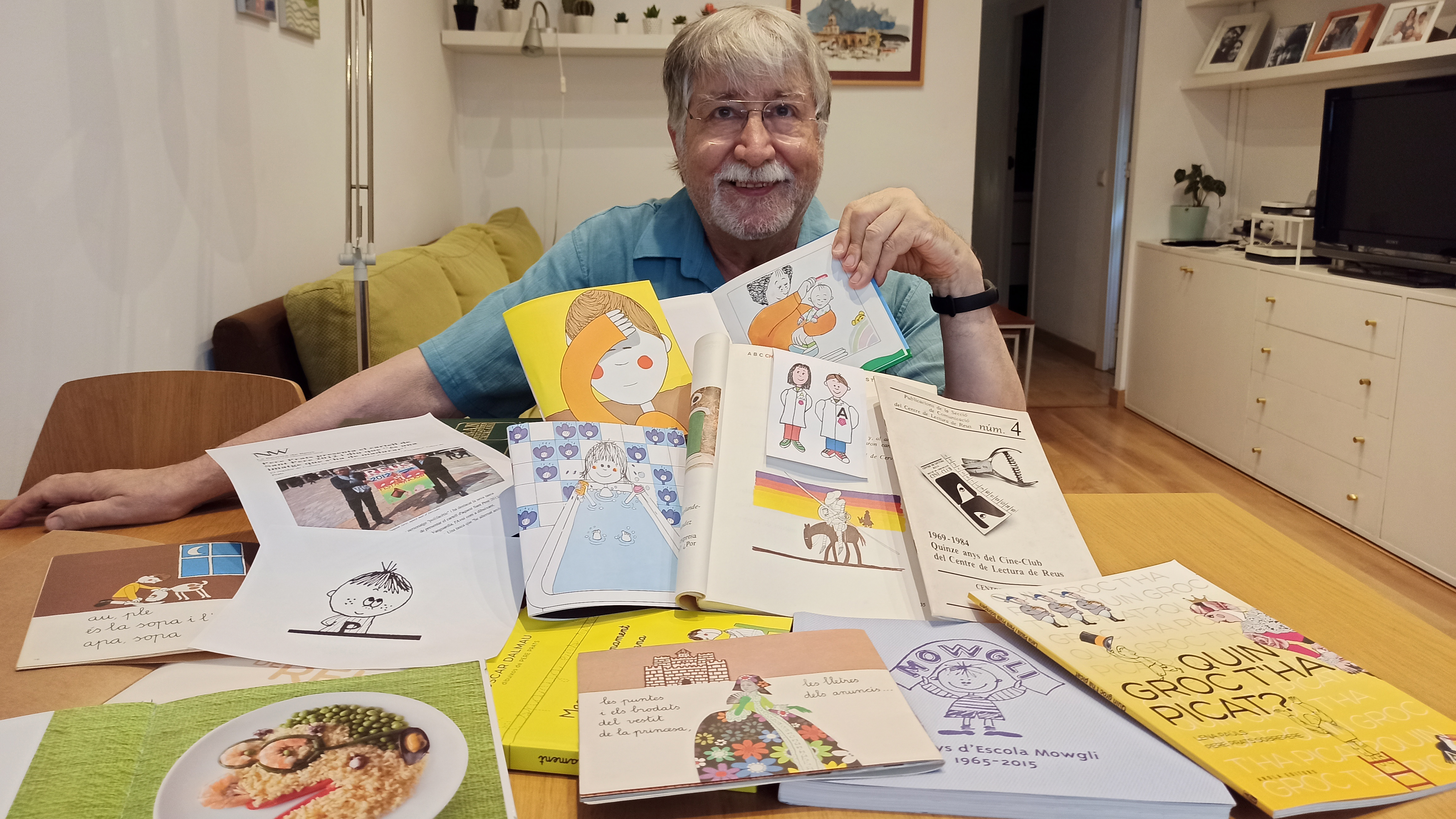
Pere Prats Sobrepere amb un recull de dibuixos realitzats al llarg dels anys.